# Zofío
Zofío o El Zofío es un barrio de Madrid (España) situado en distrito de Usera. Limita al norte con Marcelo Usera, al oeste con la A-42, al este con Rafaela Ybarra y al sur con la avenida de los Poblados.

## Historia
Gran parte del área que cubre esta colonia fue el denominado frente de Usera durante la defensa de Madrid. Lo que hoy es conocido como el barrio del Zofío era antiguamente una colonia de pisos situados en el llamado Cerro del Basurero —actual parque Olof Palme—, que debido a la movilización del vecindario derrumbaron y construyeron el actual barrio. 
Este barrio está en pie desde el año 1982.
En 2007 se contabilizaba una población cercana a los 20.000 habitantes.

## Comunicaciones

### Ferrocarril
No hay ninguna estación de cercanías en el barrio. Dependiendo del destino, las estaciones cercanas más convenientes son: 12 de Octubre (C-5) alcanzable mediante línea EMT nº 78, Orcasitas (C-5), alcanzable mediante la línea de autobús 60, Méndez Álvaro (C-5 y C-10, distrito de Arganzuela) o Laguna (C-5, distrito de Latina), a las que se puede llegar de forma directa mediante la línea 6 de Metro; o bien Atocha (C-2, C-3, C-4, C-5, C-7, C-8, C-10, distrito de Arganzuela) a la que se puede llegar mediante las líneas de autobuses 6, 47, 55, 247 o E1.

### Metro
El barrio posee la estación de Plaza Elíptica (L6 y L11) en la esquina noroeste.

### Autobús
El distrito es recorrido por las siguientes líneas de autobuses:
| Línea | Terminales                          |
| ----- | ----------------------------------- |
| 6     | Jacinto Benavente – Orcasitas       |
| 47    | Atocha – Carabanchel Alto           |
| 55    | Atocha – Batán                      |
| 60    | Plaza de la Cebada – Orcasitas      |
| 78    | Embajadores – San Fermín            |
| 81    | Oporto – Hospital 12 de Octubre     |
| 116   | Embajadores – Villaverde Cruce      |
| 121   | Campamento – Hospital 12 de Octubre |
| 131   | Campamento – Villaverde Alto        |
| 155   | Plaza Elíptica – Aluche             |
| 247   | Atocha – Colonia San José Obrero    |
| N15   | Cibeles – Hospital 12 de Octubre    |
| N17   | Cibeles – Carabanchel Alto          |
| E1    | Cibeles - La Peseta                 |

## Fiestas

### Junio
- San Juan - Del 23 al 27

## Infraestructuras

### Colegios
- Colegio público de educación infantil y primaria Marcelo Usera, Perales de Tajuña 1
- La Cigüeña, Marina Usera 28
- San Luis-Felca Dolores Barranco, Isabelita Usera
- Colegio público de educación infantil Los Almendrales, Felipe Castro 30
- Colegio público de educación infantil Zofío, Fornillos 3
- Colegio público de educación infantil y primaria Pradolongo, Parque de la Paloma 9
- Colegio público de educación infantil y primaria República de Venezuela, Cerecinos

### Institutos
- Instituto público de educación secundaria Pradolongo, Albardín 6